# Schnellpost-Polka
Schnellpost-Polka, op. 159, är en polka av Johann Strauss den yngre. Den framfördes första gången den 27 november 1854 i Schwenders Casino i Wien.

## Historia
1840 komponerade och publicerade Wiens två ledande musikdirektörer sina sista galopper: Johann Strauss den äldre med Gibelinnen-Galopp (op. 117) och Joseph Lanner med Nymphen-Galopp (op. 153). Den snabba och hektiska galoppen var mycket populär i Wiens många balsalar under det sena 1830-talet men den hade också en farlig inverkan på fysiken. Lungdysenterin härjade bland invånarna och gjorde dem försvagade till den grad att många kollapsade och dog när de utförde den ansträngande galoppdansen. Myndigheterna ansåg sig tvungna att förbjuda dansen, som ersattes av ny nymodiga polkan.
Med tiden utvecklades olika former av polkan och 1854 lanserade Johann Strauss den yngre sin första 'Schnell-Polka', även om den inte innehade den titeln. Schnell-Polka var inte lika frenetisk som galoppen och kunde därför passera censuren. Den 27 november 1854 framförde Strauss sin Schnellpost-Polka vid en Katharinabal i Wien. Bemötandet var tämligen svalt, säkerligen beroende på att en allvarlig koleraepidemi härjade i staden Wien.
Polkans titel anses komma från en av två skrifter i Wien: Moritz Saphirs "Schnellpost für Literatur, Theater und Geselligkeit" eller från tidningen "Wiener Schnellpost".

## Om polkan
Speltiden är ca 2 minuter och 18 sekunder plus minus några sekunder beroende på dirigentens musikaliska tolkning.